# Marine Le Pen
Marine Le Pen (født Marion Anne Perrine Le Pen den 5. august 1968 i Neuilly-sur-Seine, Hauts-de-Seine) er en fransk politiker. 2011-2022 var hun leder af partiet Front National (FN) (fra 2018 med navnet Rassemblement National (RN)). I 2022 trak hun sig fra denne post for at koncentrere sig om posten som partiets parlamentariske leder i den franske Nationalforsamling.
I marts 2025 blev Le Pen ved en fransk domstol fundet skyldig i bedrageri med EU-midler og idømt fire års fængsel (hvoraf to var betinget) og et forbud mod at deltage i politiske valg de efterfølgende fem år.

## Liv og politisk karriere
Hun er den yngste af Jean-Marie Le Pens døtre. Hun var gift med Éric Iorio, medlem af Front National, og de har tre børn. Hun har været advokat i seks år (1992-1998).
Marine Le Pen blev i 1998 valgt første gang til regionalrådet i Nord-Pas-de-Calais. Hun blev medlem af regionalrådet i Île-de-France i 2004. Hun blev genvalgt til regionalrådet i Nord-Pas-de-Calais i 2010 (fra 2010 er hun formand for Front nationals regionale gruppe på 18 medlemmer). I 2004 blev hun medlem af Europa-Parlamentet. I 2009 blev hun medlem af Europa-Parlamentet i valgkreds Nordvest. Hun har været medlem af kommunalrådet i Hénin-Beaumont 2008-2011.
Hun blev valgt til formand for Front National i Tours den 16. januar 2011 med 67,65 % af stemmerne. I 2022 overlod hun posten som partileder til sin kronprins Jordan Bardella og koncentrerede sig om posten som parlamentarisk leder for Rassemblement Nationals parlamentsgruppe i Nationalforsamlingen.
Marine Le Pens politiske projekt, da hun overtog ledelsen af Front National efter sin far Jean-Marie Le Pen, var at "afdæmonisere" partiet og udvide vælgerbasen ved at flytte partiets holdninger længere mod midten. Hun udrensede nogle af de mest rabiate partimedlemmer og supplerede partiets traditionelle nationalistiske linje med forskellige holdninger til sociale spørgsmål, som appellerede til franskmænd, der følte sig truet af globaliseringen, og moderniserede partiets holdninger til bl.a. abort og homoseksuelle ægteskaber.

### Præsidentvalg

#### Præsidentvalget i 2012
Hun var kandidat til det franske præsidentvalget i 2012  og fik tredjeflest stemmer (17,9 %) efter François Hollande og Nicolas Sarkozy, som begge gik videre til anden runde af valget.

#### Præsidentvalget i 2017
Le Pen begyndte sin anden præsidentkampagne til valget i 2017, som fandt sted i april 2017. Hun blev nummer to i første valgrunde med 21,30 % af stemmerne og mødte Emmanuel Macron fra bevægelsen En Marche! (som fik 24 % af stemmerne i første runde) ved anden valgrunde den 7. maj 2017. Macron blev valgets vinder.

#### Præsidentvalget i 2022
Ved Præsidentvalget i Frankrig 2022 stillede Le Pen op for tredje gang og fik 23,2 % af stemmerne i første valgrunde og blev nr. 2 efter den siddende præsident Macron, der vandt 27,9 % af stemmerne. De to kandidater gik dermed videre til anden valgrunde, som præsident Macron vandt med 58,55 % af de afgivne stemmer mod 41,45 % til Le Pen.

### Retssag
Marine Le Pen blev i 2020'erne involveret i en stor svindelsag, idet hun sammen med 8 andre europaparlamentarikere og 12 partifunktionærer fra RN blev anklaget for at svindle med EU-midler på over tre millioner euro, som partiet havde fået tildelt. Partiet oprettede ifølge anklagen en række falske stillinger til juridiske assistenter i Europa-Parlamentet, hvor pengene i stedet reelt blev ført til Frankrig og brugt til partiets aktiviteter i Frankrig, hvilket er forbudt. 31. marts 2025 blev Le Pen ved en domstol i Paris fundet skyldig og idømt fire års fængsel, hvoraf de to var betinget. Samtidig blev hun som en del af dommen udelukket fra at stille op til politiske hverv og beklæde offentlige embeder i de følgende fem år. Le Pen fastholdt under retssagen, at hun var uskyldig. Le Pen kunne appellere dommen, hvilket ville udsætte afsoningen af fængselsstraffen, men ikke påvirke forbuddet mod at deltage i offentlige valg, som trådte i kraft med det samme. 

### Selvbiografi
- À contre flots, Jacques Grancher, 2006 ISBN 2-7339-0957-6